# あすは君たちのもの
あすは君たちのもの（あすはきみたちのもの）は、NHK総合テレビで1966年4月6日から1969年4月2日まで放送されたこども番組である。

## 概要
日本各地で明るい未来をめざして、ひたむきに努力している少年少女を紹介するドキュメンタリー番組である。大人のゲストや同世代がスタジオから温かい励ましを送る。毎回、テーマにふさわしい詩をサトウハチローが披露する。
放送後は保存映像が存在していなかったが、2014年に1966年11月23日放送の「汗と笑顔 -私たちは働く-」がPHP研究所から同所の保管する松下幸之助の出演した番組を集めたVTRのうちの一本として提供された。

## 放送時間
- 水曜日 18:00 - 18:25

## 出演者
- 司会：阿部喜充
- サトウハチロー
- 中西悟堂、今日出海、谷内六郎

## 主なテーマ
- 開拓三代目
- 石ころできずく橋
- ののこてっぺカメラ
- 辺地の女子チーム
- 分校の女子合唱